# Polyporoletus
Polyporoletus là một chi nấm trong họ Albatrellaceae. Chi này từng được nhà nấm học Walter H. Snell miêu tả năm 1936 khi phát hiện chúng trên mặt đất trong các cây gỗ của các cây sồi và thông ở Fentress County, Tennessee. Ông đã đặt tên mẫu đó là Polyporoletus sublividus; tên chi đềca656p đến mối quan hệ có thể có với boletes và polypores. Mặc dù loài này cí thể sau này được xếp vào chi Scutiger, hiện tại nó được mang tên là Polyporoletus. Hiện chỉ có một loài khác được xếp vào chi này là P. neotropicus Mata & Ryvarden (2007).'